# Controversia entre Abraham Weintraub y Wikipedia

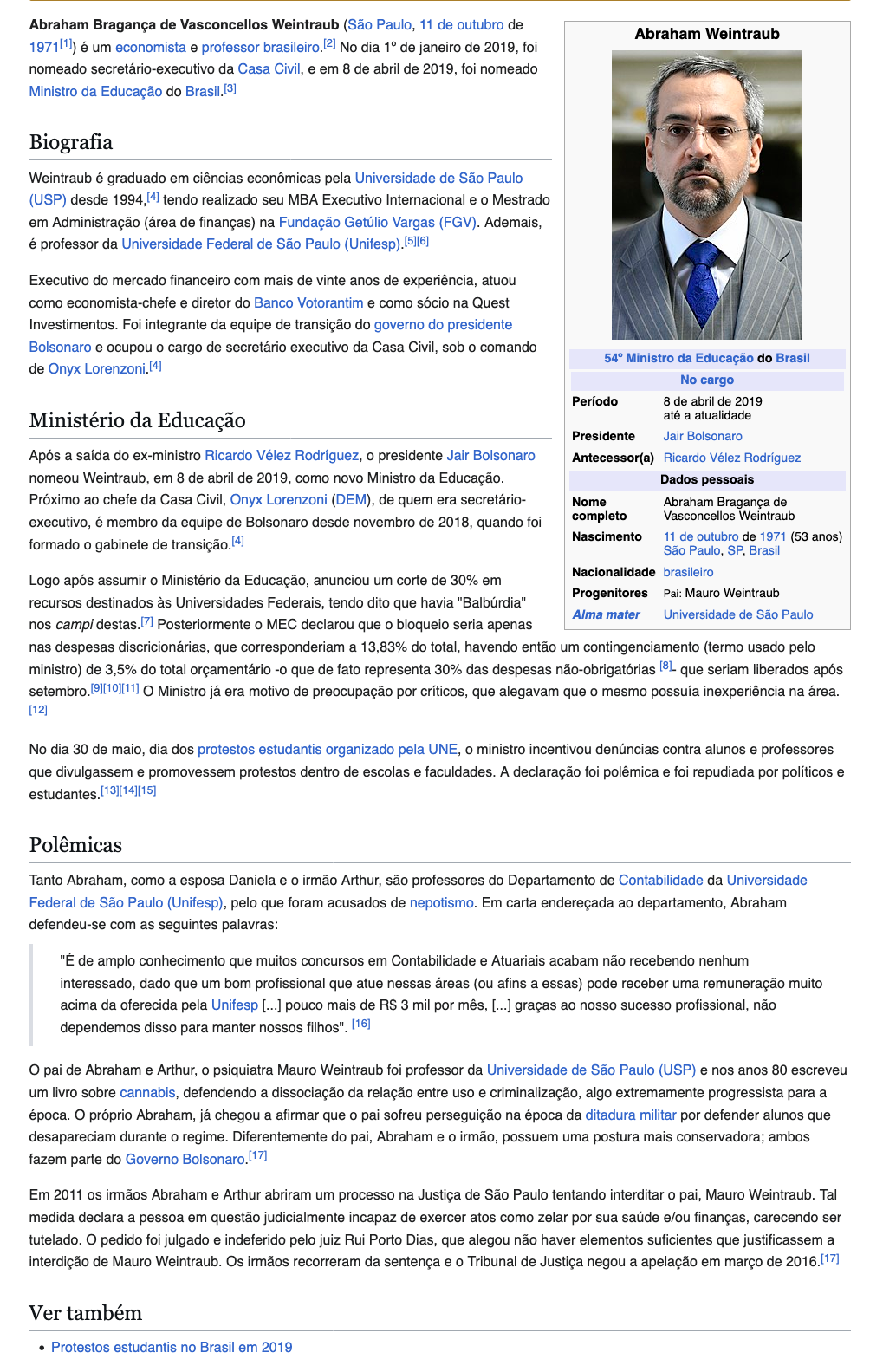
Página en la Wikipedia en portugués de Weintraub en junio de 2019.

La controversia entre Abraham Weintraub y Wikipedia se refiere a los acontecimientos que rodearon los intentos del Ministerio de Educación de Brasil (MEC), bajo el ministro Abraham Weintraub, de influir en el contenido de su página de Wikipedia en portugués. Creado poco después del nombramiento de Weintraub en abril de 2019, el artículo documentó en detalle las controversias sobre su carrera. En junio de 2019, la Oficina de Comunicación Social del MEC envió un correo electrónico a un administrador de Wikipedia solicitando la eliminación del artículo, debido a la imposibilidad de editarlo. En agosto, siguió un segundo correo electrónico amenazando con emprender acciones legales si no se desbloqueaba la página para editarla.
La polémica atrajo la atención de los medios, provocó debates entre los editores de Wikipedia y culminó con el diputado federal Marcelo Freixo cuestionando el mal uso de recursos públicos para intereses personales. Weintraub posteriormente demandó a la Fundación Wikimedia, pero su demanda fue desestimada en 2023 debido a la falta de pruebas y a la falta de especificación del contenido difamatorio.

## Antecedentes

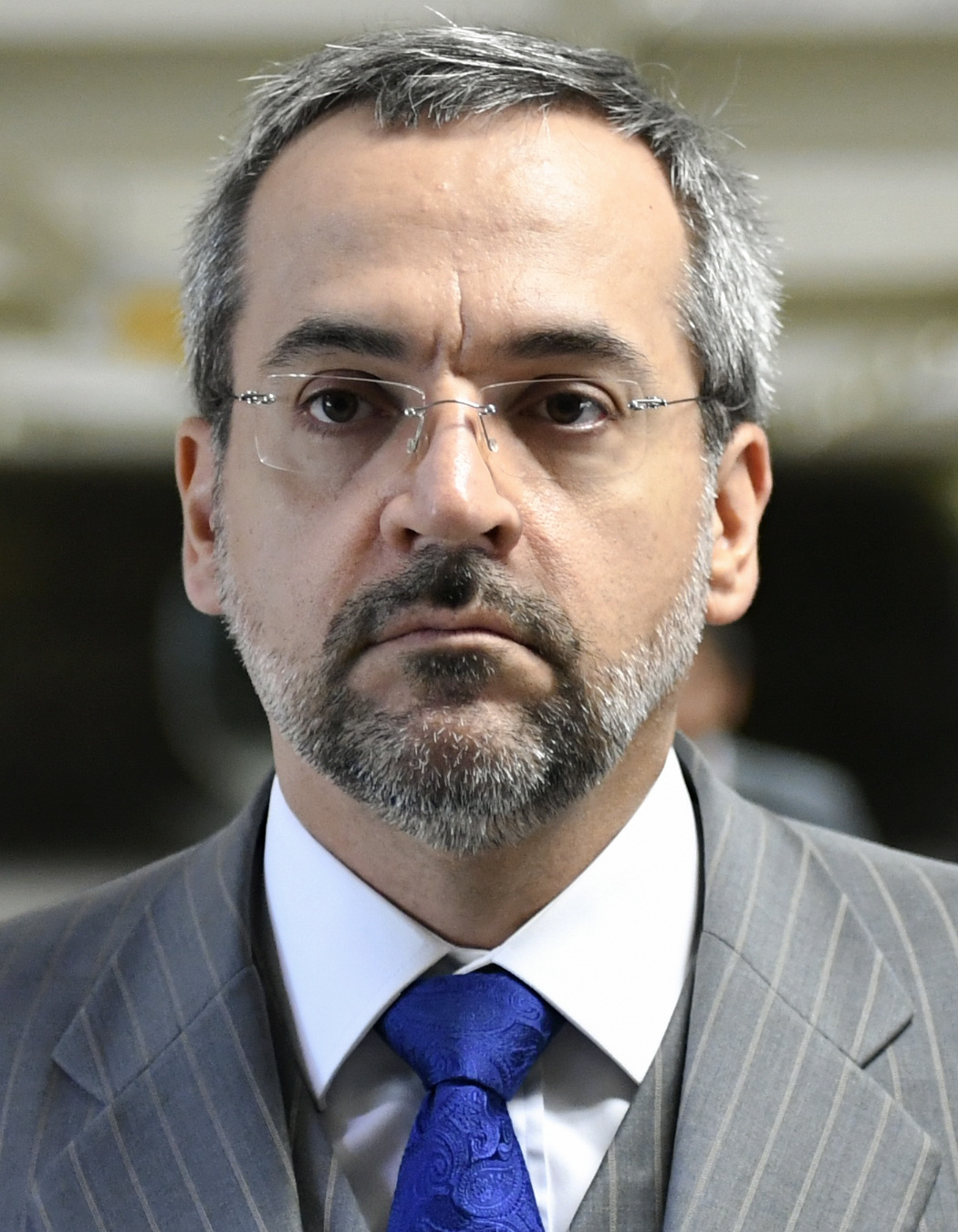
Weintraub en 2019.

El 8 de abril de 2019, Jair Bolsonaro anunció en Twitter que Abraham Weintraub sucedería a Ricardo Vélez Rodríguez como Ministro de Educación (MEC) de Brasil. Aproximadamente tres horas después se creó una página en la Wikipedia en portugués sobre Weintraub. Tras múltiples incidentes de vandalismo, un administrador de la Wikipedia en portugués, Chronus, protegió la página contra ediciones de usuarios inexpertos durante 45 días. El artículo incluyó controversias detalladas sobre el ministro, como el intento fallido de Weintraub y su hermano de que su padre fuera declarado legalmente incapacitado por la justicia, acusaciones de nepotismo debido a sus cargos y los de su familia en la Universidad Federal de São Paulo, su afirmación de que hubo «desorden» en los campus universitarios federales, los recortes presupuestarios impuestos a las universidades e institutos federales, un video de Twitter donde Weintraub asegura que el MEC es víctima de noticias falsas al son de «Singin' in the Rain», su postura sobre protestas estudiantiles en contra del gobierno, y su intención de que profesores y estudiantes que apoyaban las protestas fueran reportados por ello.

## Correo electrónico del 27 de junio
El 27 de junio, la Oficina de Comunicación Social del MEC envió un correo electrónico a Chronus solicitando que se eliminara el artículo de Weintraub. Según ellos, la página contenía «información no verificada» que podía dar lugar a «interpretaciones ambiguas», justificando la petición con la «incapacidad del ministerio para editar» el contenido; la oficina intentó editar el artículo por sí misma, pero sus ediciones fueron revertidas. Chronus publicó el correo electrónico en el foro de Wikipedia en portugués el 1 de julio, pidiendo ayuda a otros editores sobre cómo proceder. Chronus declaró que no tenía intención de responder al correo electrónico del ministerio ya que la comunicación debería haber sido dirigida a la Fundación Wikimedia. Los editores sugirieron que solicitara más claridad al MEC. Una hora después de que se publicara el mensaje en el foro, un editor marcó la página de Weintraub como necesitada de revisión. El evento fue cubierto por Estadão y provocó que las visitas diarias a la página aumentaran de menos de 200 el 26 de junio a más de 23 000 el 4 de julio.
Entre el 1 y el 4 de julio, se realizaron 25 ediciones en la página de Weintraub, incluida la eliminación de una sección de «controversias». En la página de discusión del artículo, los editores discutieron cómo deberían describirse los recortes presupuestarios impuestos por Weintraub. Los editores trabajaron en la reestructuración del artículo pero no eliminaron información controvertida. Tras el evento, los editores de Wikipedia en portugués escribieron una declaración colectiva sobre cómo funciona Wikipedia y publicaron la solicitud de eliminar el artículo de Weintraub, que se colocó de forma destacada en la página del artículo.

## Correo electrónico del 13 de agosto
El 13 de agosto, el MEC envió un correo electrónico al administrador portugués de Wikipedia, Rodrigo Padula, solicitando que se desbloqueara la página para editarla para que Weintraub pudiera «ejercer su derecho a una defensa completa y contraargumentos», mencionando específicamente que no estaba de acuerdo con cómo se describían en la página los recortes presupuestarios impuestos. El MEC amenazó con emprender acciones legales, afirmando que si Wikipedia no respondía en cinco días, esto sería «tomado como una negativa a cumplir con esta solicitud, lo que daría lugar a la adopción de las medidas legales apropiadas». Padula había contactado previamente al MEC sobre el asunto, diciendo que se ofreció a dar una conferencia y brindar capacitación sobre la dinámica de Wikipedia para guiar y capacitar al equipo del ministerio. Padula respondió al correo electrónico del 13 de agosto al día siguiente, explicando las reglas de Wikipedia y poniéndose a disposición para explicar cómo funciona el sitio web al MEC. También desprotegió la página, no por el correo electrónico sino porque consideró que no era necesaria una protección. Sin embargo, tras nuevas ediciones vandálicas, fue protegido nuevamente. Padula vio la amenaza del MEC como un intento de censura.
El 4 de septiembre, el diputado federal Marcelo Freixo, del Partido Socialismo y Libertad (PSOL), presentó una solicitud formal al ministro para que aclare por qué se estaba utilizando la oficina del ministerio para abordar intereses personales de Weintraub en Wikipedia. En un discurso que Freixo pronunció en el pleno de la Cámara de Diputados, dijo sobre el caso: «Esto es grave, no es republicano, y es indigno de un cargo como el de Ministro de Educación tener a alguien tan superficial, a alguien con iniciativas tan mezquinas». En respuesta a su solicitud, Weintraub confirmó que utilizó los recursos del MEC para intentar eliminar su artículo.

## Demanda
En una fecha no especificada, Weintraub demandó a la Fundación Wikimedia porque su página contenía «contenido exclusivamente difamatorio», incluida la información de que uno de sus antiguos asesores intentó editar el artículo para alinearlo con su perspectiva. En 2023, el 8.º Juzgado Civil del Tribunal de Justicia del estado de São Paulo (TJ-SP) falló en contra de la demanda, al considerar que Weintraub no demostró que el contenido fuera falso y no especificó, punto por punto, qué información le molestaba. El juez presidente también desestimó el caso.